# Îlets aux Chiens
Ne doit pas être confondu avec Île aux Chiens.
Les îlets aux Chiens sont un groupe de cinq petites îles inhabitées de la presqu'île de Sainte-Anne en Martinique. Elles appartiennent administrativement à Sainte-Anne. Elles sont composées de deux îlets rocheux assez plats de 0,25 hectare chacun et de trois autres plus petits.
Elles émergent du récif corallien situé en avant des anses Noire et Esprit, entre le cap Ferré et l'îlet Chevalier.

## Faune
Sur ces îlets nichent essentiellement le noddi brun (100 individus environ en 2006) et la sterne bridée (10 individus environ en 2006).